# Adlin Mair-Clarke
Adlin Victoria Mair-Clarke (ur. 15 listopada 1941 w Kingston, zm. 6 kwietnia 2020 w Nowym Jorku) – jamajska lekkoatletka, sprinterka, medalistka igrzysk Imperium Brytyjskiego i Wspólnoty Brytyjskiej, dwukrotna olimpijka.

## Kariera sportowa
Zajęła 4. miejsce w 4 × 110 jardów oraz odpadła w eliminacjach biegów na 100 jardów, na 220 jardów i na 80 metrów przez płotki na igrzyskach Imperium Brytyjskiego i Wspólnoty Brytyjskiej w 1962 w Perth. Na igrzyskach olimpijskich w 1964 w Tokio odpadła w eliminacjach biegu na 200 metrów i sztafety 4 × 100 metrów. Zwyciężyła w sztafecie 4 × 100 metrów na igrzyskach Ameryki Środkowej i Karaibów w 1966 w San Juan.
Zdobyła brązowy medal w sztafecie 4 × 110 jardów (która biegła w składzie: Mair-Clarke, Una Morris, Vilma Charlton i Carmen Smith), a także zajęła 7. miejsce w biegu na 100 jardów na igrzyskach Imperium Brytyjskiego i Wspólnoty Brytyjskiej w 1966 w Kingston. Na igrzyskach olimpijskich w 1968 w Meksyku odpadła w eliminacjach sztafety 4 × 100 metrów. Na igrzyskach Brytyjskiej Wspólnoty Narodów w 1970 w Edynburgu zajęła 5. miejsce w sztafecie 4 × 100 metrów oraz odpadła w eliminacjach biegu na 100 metrów i biegu na 200 metrów.
Mair-Clarke była dwukrotną rekordzistką Jamajki w biegu na 80 metrów przez płotki do czasu 11,4 s (3 września 1964 w Kingston) oraz czterokrotną w sztafecie 4 × 100 metrów do czasu 45,6 s (13 sierpnia 1966 w Kingston).
Zmarła w wyniku komplikacji po COVID-19.